# Вроблевская, Юлия
Юлия Магдалена Вроблевская (пол. Julia Magdalena Wróblewska; род. 18 октября 1998 года, Варшава, Польша) — польская актриса кино.

## Биография
Дебютировала в фильме «Ты только люби» в роли Михалины в 2006 году. После выхода этого фильма Юлия получила огромную популярность в Польше. Играла в кино вместе с такими актёрами, как Мачей Закосьцельны, Агнешка Гроховска, Агнешка Дыгант. Позже в 2011 году Юлия Вроблевска приняла участие в фильме «Письма к М.», где в роли Тоси исполнила рождественский христианский гимн «Тихая ночь» (польск. «Cicha noc»). В 2012 году Юлия сыграла в короткометражном фильме «Vocuus», где также взяла на себя обязательства исполнительного продюсера. Юлия Вроблевска - одна из самых известных актрис-подростков в Польше. У неё есть младшая сестра Оливия.

## Фильмография
| Год  | Название                           | Персонаж       |
| ---- | ---------------------------------- | -------------- |
| 1999 | Суррогатная семья (сериал)         | Алинка (2006)  |
| 2000 | «Л» значит Любовь (сериал)         | Зося (2007)    |
| 2005 | Магда М. (сериал)                  | Юлька (2006)   |
| 2006 | Ты только люби                     | Михалина       |
| 2007 | Определитель (сериал)              | Юлия Копацка   |
| 2009 | Меченый (сериал)                   | Наталья Краль  |
| 2011 | Ох, Кароль 2                       | ученица Кароля |
| 2011 | Письма к М.                        | Тося           |
| 2012 | Пятое время года                   | Анелка         |
| 2012 | Vocuus (короткометражка)           | Марта          |
| 2013 | Дом в конце пути (короткометражка) | Кася           |
| 2015 | Письма к М. 2                      | Тося           |

- https://web.archive.org/web/20190323012623/http://www.juliawroblewska.pl/ - Официальный сайт
- https://web.archive.org/web/20181208023628/http://blogstar.pl/author/julka-wroblewska/ - BlogStar